# Mircea Constantinescu (actor, 1904–1972)
Pentru un actor născut în 1952, vedeți Mircea Constantinescu (actor, n. 1952).
Mircea Constantinescu (n. 18 decembrie 1904, Râmnicu Sărat, Râmnicu-Sărat, România – d. 6 martie 1972, București, România) a fost un actor român.

## Biografie
În 1928, a absolvit Conservatorul de Artă din București. A fost distins cu titlul de artist emerit al Republicii Populare Române (între 1962 și 1966).

## Filmografie
- Viața învinge (1950) — prof. Cristea
- Cu Marincea e ceva (1954)
- Pasărea furtunii (1956)
- O mică întîmplare! (1957) — moș Ion
- Două lozuri (1957)
- Ciulinii Bărăganului (1958)
- Avalanșa (1958) — moș Leonte
- D-ale carnavalului (1959)
- Telegrame‎ (1960)
- Băieții noștri (1960)
- Darclée (1960) — Duvernois
- Secretul cifrului (1960) — intendentul castelului
- Furtuna (1960)
- Portretul unui necunoscut (1960) — ofițerul de serviciu
- Soldați fără uniformă (1960) — profesorul
- Setea (1961)
- Puștiul (1962) — medicul școlii
- Cerul n-are gratii (1962) — un deținut comunist
- Lupeni 29 (1962)
- Vacanță la mare (1963)
- La patru pași de infinit (1964)
- Dincolo de barieră (1965) — Ion Sorcovă
- Amintiri din copilărie (1965)
- Calea Victoriei sau cheia visurilor (1966) — Spartacus
- Corigența domnului profesor (1968) — prof. de gramatică
- De trei ori București (1968) — fotograful de demult (segmentul „București”)
- Apoi s-a născut legenda (1970)
- Cîntecele mării (1971)
- Săptămîna nebunilor (1971)

## Distincții
- Medalia Muncii (23 ianuarie 1953) „pentru merite deosebite, pentru realizări valoroase în artă și pentru activitate merituoasă”[3]
- Ordinul Muncii clasa a III-a (10 august 1964) „pentru merite deosebite în opera de construire a socialismului, cu prilejul celei de a XX-a aniversări a eliberării patriei”[4]
- titlul de Artist Emerit al Republicii Populare Romîne (9 aprilie 1965) „pentru activitate îndelungată și merite deosebite în domeniul artei teatrale”[5]
- Ordinul „Meritul Cultural” clasa a III-a (6 noiembrie 1967) „pentru merite deosebite în domeniul artei dramatice”[6]